# 佛山乡
佛山乡，是中华人民共和国云南省迪庆藏族自治州德钦县下辖的一个乡镇级行政单位。

## 词源
佛山乡原驻地江坡村有一神山“尼格山”，村中有神庙供奉“尼格神”，旧时远近闻名，因名“佛山”。

## 行政区划
佛山乡下辖以下地区：
纳古村、巴美村、江坡村、鲁瓦村和溜洞江村。